# Љесковец (Хумење)
Љесковец (слч. Lieskovec) насељено је мјесто са административним статусом сеоске општине (слч. obec) у округу Хумење, у Прешовском крају, Словачка Република.

## Становништво
| Година:    | 1994. | 2004.   | 2014.   | 2024.   |
| ---------- | ----- | ------- | ------- | ------- |
| Број људи: | 474   | 458     | 443     | 414     |
| Разлика:   |       | -3,37 % | -3,27 % | -6,54 % |

| Година:    | 2023. | 2024.   |
| ---------- | ----- | ------- |
| Број људи: | 417   | 414     |
| Разлика:   |       | -0,71 % |

Према подацима о броју становника из 2024. године насеље је имало 414 становника.